# Oakley (Suffolk)
Oakley – wieś w Anglii, w hrabstwie Suffolk. Leży 32 km na północ od miasta Ipswich i 129 km na północny wschód od Londynu.